# Дери (Њу Хемшир)
Дери (енгл. Derry) насељено је место без административног статуса у америчкој савезној држави Њу Хемпшир.

## Демографија
По попису из 2010. године број становника је 22.015, што је 646 (−2,9%) становника мање него 2000. године.
| Група             | 2000.          | 2010.          |
| Белци             | 21.383 (94,4%) | 20.243 (92,0%) |
| Афроамериканци    | 238 (1,1%)     | 215 (1,0%)     |
| Азијати           | 253 (1,1%)     | 360 (1,6%)     |
| Хиспаноамериканци | 501 (2,2%)     | 793 (3,6%)     |
| Укупно            | 22.661         | 22.015         |